# Bathylutichthys taranetzi
Bathylutichthys taranetzi is een straalvinnige vissensoort uit de familie van bathylutichten (Bathylutichthyidae). De wetenschappelijke naam van de soort is voor het eerst geldig gepubliceerd in 1990 door Balushkin & Voskoboinikova.